# Charles de La Valette
Charles Jean Marie Félix markies de La Valette (Senlis, 25 november 1806 - Parijs, 2 mei 1881) was een Frans diplomaat en politicus ten tijde van het Tweede Franse Keizerrijk.

## Biografie
Na zijn toetreding tot de Franse diplomatie onder de Julimonarchie werd markies de La Valette in 1837 secretaris op de Franse ambassade in Stockholm. In 1841 werd hij consul-generaal in Alexandrië, om in 1846 gevolmachtigd minister te worden in Hessen-Kassel.
Van 1846 tot het einde van het koninklijk regime in 1848 zetelde markies de La Valette als conservatief volksvertegenwoordiger in het parlement.
In 1851 werd markies de La Valette benoemd tot de Franse ambassadeur in Istanboel, in het Ottomaanse Rijk, als opvolger van François-Adolphe de Bourqueney. Op 23 juni 1853 werd hij door keizer Napoleon III benoemd tot senator. Hij zou in de Senaat blijven zetelen tot de afkondiging van de Derde Franse Republiek op 4 september 1870. In 1860 werd hij voor een tweede maal ambassadeur in het Ottomaanse Rijk, wat hij zou blijven tot in 1862. Van 1865 tot 1867 was hij vervolgens minister van Binnenlandse Zaken. Van 1868 tot 1869 was hij nadien minister van Buitenlandse Zaken, een functie die hij in 1866 overigens reeds even ad interim had uitgeoefend. Na zijn ministerschap werd hij de Franse ambassadeur in Londen.